# Newdigate-díj
A Newdigate-díj (Sir Roger Newdigate's Prize) egy irodalmi díj az Egyesült Királyságban, melyet az Oxfordi Egyetem első- és másodéves hallgatói kaphatnak angol nyelvű verseikért. A díjat Sir Roger Newdigate indította a 18. században. A győztes költemény felolvasásra kerül az egyetem éves diplomaosztó ünnepségén.
Olyan neves szerzők kapták meg ezt az irodalmi elismerést, mint John Ruskin, Matthew Arnold és Oscar Wilde.

## Díjazottak
Ahol ismeretes, a győztes költemény eredeti címe meg van adva, melyet a szerző neve követ:

### Jelentősebb 19. századi díjazottak
- 1829. Robert Stephen Hawker
- 1839. John Ruskin
- 1843. Cromwell. Matthew Arnold
- 1860. The Escorial. John Addington Symonds
- 1878. Ravenna. Oscar Wilde
- 1888. Arthur Waugh
- 1898. John Buchan
- 1890. Persephone. Laurence Binyon

### 20. század
- 1900. Robespierre. Arthur Carré
- 1901. Galileo. William Garrod
- 1902. Minos. Ernest Wodehouse
- 1903. Nem adtak át díjat.
- 1904. Delphi. George Bell
- 1905. Garibaldi. Arthur E. E. Reade
- 1906. The Death of Shelley. Geoffrey Scott
- 1907. Camoens. Robert Cruttwell
- 1908. Holyrood. Julian Huxley
- 1909. Michelangelo. Frank Ashton-Gwatkin
- 1910. Atlantis. Charles Bewley
- 1911. Achilles. Roger Heath
- 1912. Richard I Before Jerusalem. William Greene
- 1913. Oxford. Maurice Roy Ridley
- 1914. The Burial of Sophocles. Robert Sterling
- 1915. Nem adtak át díjat.
- 1916. Venice. Russell Green
- 1917. Felfüggesztették a világháború miatt.
- 1918. Felfüggesztették a világháború miatt.
- 1919. France. P. H. B. Lyon
- 1920. The Lake of Garda. George Johnstone
- 1921. Cervantes. James Laver
- 1922. Mount Everest. James Reid
- 1923. London. Christopher Scaife
- 1924. Michelangelo. Franklin McDuffee
- 1925. Byron. Edgar McInnes
- 1926. Nem adtak át díjat.
- 1927. Julia, Daughter of Claudius. Gertrude Trevelyan
- 1928. The Mermaid Tavern. Angela Cave
- 1929. The Sands of Egypt. Phyllis Hartnoll
- 1930. Daedalus. Josephine Fielding
- 1931. Vanity Fair. Michael Balkwill
- 1932. Sir Walter Scott. Richard Hennings
- 1933. Ovid among the Goths. Philip Hubbard (See P. M. Hubbard)
- 1934. Fire. Edward Lowbury
- 1935. Canterbury. Allan Plowman
- 1936. Rain. David Winser
- 1937. The Man in the Moon. Margaret Stanley-Wrench
- 1938. Milton Blind. Michael Thwaites
- 1939. Dr Newman Revisits Oxford. Kenneth Kitchin
- 1940 – 46. Felfüggesztették a világháború miatt.
- 1947. Nemesis. Merton Atkins
- 1948. Caesarion. Peter Way
- 1949. The Black Death. Peter Weitzman
- 1950. Eldorado. John Bayley
- 1951. The Queen of Sheba. Michael Hornyansky
- 1952. Exile. Donald Hall
- 1953. Nem adtak át díjat.
- 1954. Nem adtak át díjat.
- 1955. Elegy for a Dead Clown. Edwin Evans
- 1956. The Deserted Altar. David Posner
- 1957. Leviathan. Robert Maxwell
- 1958. The Earthly Paradise. Jon Stallworthy
- 1959. Nem adtak át díjat.
- 1960. A Dialogue between Caliban and Ariel. John Fuller
- 1961. Nem adtak át díjat.
- 1962. May Morning. Stanley Johnson
- 1963. Nem adtak át díjat.
- 1964. Disease. James Paterson
- 1965. Fear. Peter Jay
- 1966. Nem adtak át díjat.
- 1967. Nem adtak át díjat.
- 1968. The Opening of Japan. James Fenton
- 1969. Nem adtak át díjat.
- 1970. Instructions to a Painter. Charles Radice
- 1971. Nem adtak át díjat.
- 1972. The Ancestral Face. Neil Rhodes
- 1973. The Wife's Tale. Christopher Mann
- 1974. Death of a Poet. Alan Hollinghurst
- 1975. The Tides. Andrew Motion
- 1976. Hostages. David Winzar
- 1977. The Fool. Michael King
- 1978. Nem adtak át díjat.
- 1979. Nem adtak át díjat.
- 1980. Inflation. Simon Higginson
- 1981. Nem adtak át díjat.
- 1982. Souvenirs. Gordon Wattles
- 1983. Triumphs. Peter McDonald
- 1984. Fear. James Leader
- 1985. Magic. Robert Twigger
- 1986. An Epithalamion. William Morris
- 1987. Memoirs of Tiresias. Bruce Gibson és Michael Suarez (két győztes)
- 1988. Elegy. Mark Wormald
- 1989. The House. Jane Griffiths
- 1990. Mapping. Roderick Clayton
- 1991. Nem adtak át díjat.
- 1992. Green Thought. Fiona Sampson
- 1993. The Landing. Caron Röhsler
- 1994. Making Sense. James Merino
- 1995. Judith with the Head of Holofernes. Antony Dunn
- 1996. Nem adtak át díjat.
- 1997. Nem adtak át díjat.
- 1998. Nem adtak át díjat.
- 1999. Nem adtak át díjat.
- 2000. A Book of Hours.

### 21. század
- 2005: Lyons, Arina Patrikova
- 2006: Bee-poems, Paul T. Abbott
- 2007: Meirion Jordan
- 2008: Returning, 1945. Rachel Piercey
- 2009: Allotments, Arabella Currie
- 2010: The Mapmaker's Daughter, Lavinia Singer
- 2011: Nem osztottak díjat.
- 2012: Nem osztottak díjat.
- 2013: Edgelands, Daisy Syme-Taylor